# 박영배
박영배(1982년 3월 25일 ~ 2013년 11월 22일)는 대한민국의 前 씨름 선수이다.
울산대학교 스포츠과학부를 졸업했으며, 2003년 현대삼호중공업 코끼리 씨름단 소속으로 프로 씨름에 입문하였다. 2005년 설날장사대회 백두장사에 올랐으며, 2006년 제천장사씨름대회, 기장추석장사씨름대회에서 백두장사를 차지하였다. 또한 김영현, 최홍만 등 장신 선수들을 상대로 승리를 거두어 '거인 킬러'라는 별명을 얻기도 했다.
이후 은퇴해 2011년부터 인터넷 쇼핑몰을 운영하기도 했으며, 2013년 11월 22일 심장마비로 사망했다. 향년 32세.

## 학력
- 구미초등학교 졸업
- 구미중학교 졸업
- 현일고등학교 졸업
- 울산대학교 스포츠과학부 학사